# Oberlandesgericht Dresden

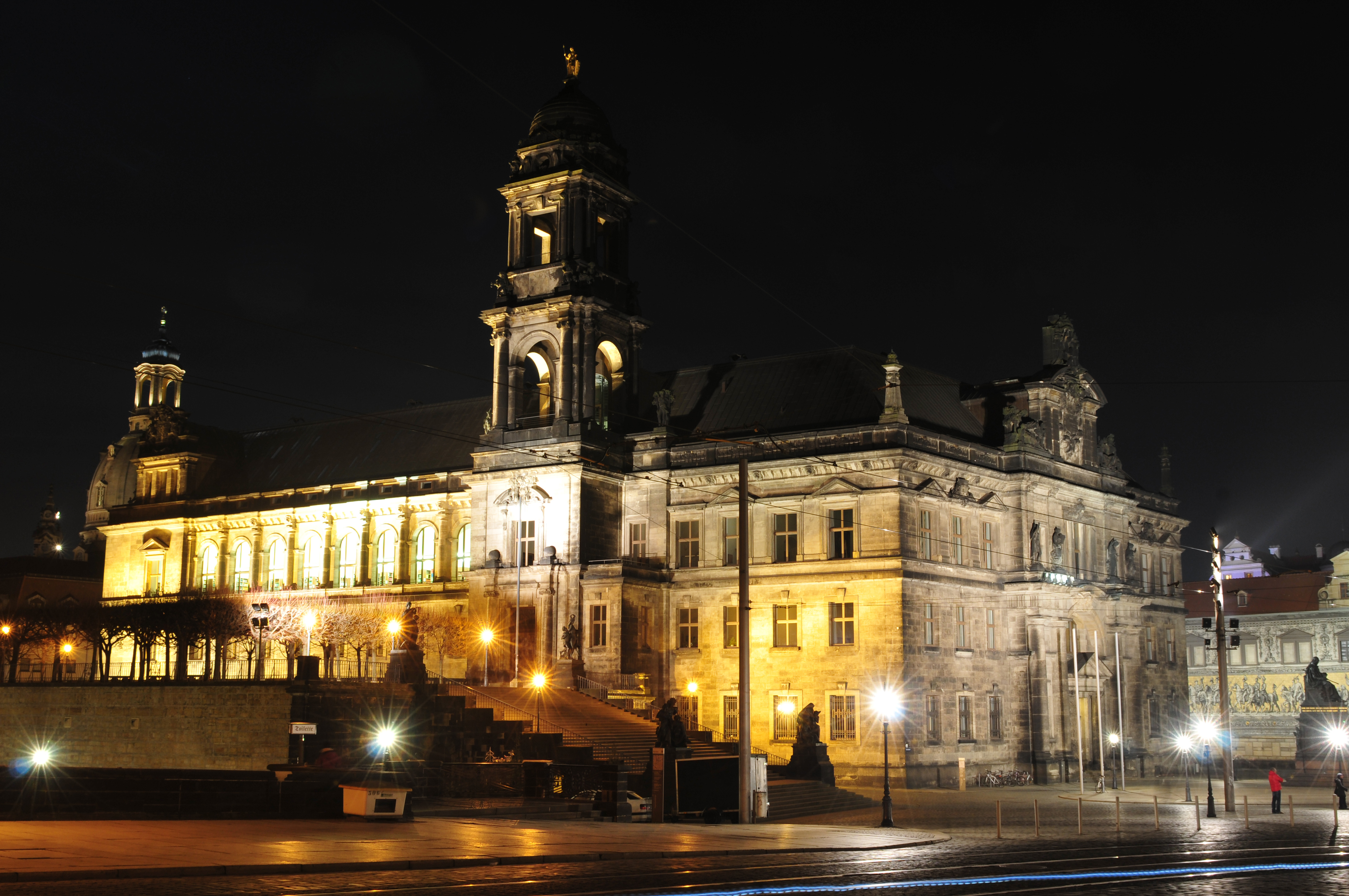
Ständehaus, Sitz des OLG Dresden

Das Oberlandesgericht Dresden ist das oberste Gericht der sächsischen ordentlichen Gerichtsbarkeit. Es wurde zum 1. Januar 1993 vom Freistaat Sachsen wieder eingerichtet und hatte seinen Sitz zunächst im Gerichtsgebäude am Sachsenplatz, seit 2001 befindet es sich im Sächsischen Ständehaus in der historischen Altstadt Dresdens.

## Gerichtssitz und -bezirk
Das Oberlandesgericht (OLG) hat seinen Sitz in Dresden, sein Gerichtsbezirk entspricht dem Freistaat Sachsen.
Im Bezirk des Oberlandesgerichts sind 4.360 Rechtsanwälte und Syndikusrechtsanwälte zugelassen (Stand: 1. Januar 2023).

## Geschichte
Das Oberlandesgericht Dresden geht auf das im Jahr 1835 errichtete Königliche Oberappellationsgericht Dresden zurück. Im Jahre 1879 wurde dieses in Ausführung des Gerichtsverfassungsgesetzes des Reiches aufgehoben und gleichzeitig das Oberlandesgericht Dresden errichtet. Zu dieser Zeit unterstanden dem Oberlandesgericht die Landgerichte Dresden (mit 14 Amtsgerichtsbezirken), Leipzig (mit 15 Amtsgerichtsbezirken), Bautzen (mit 18 Amtsgerichtsbezirken), Zwickau (mit 16 Amtsgerichtsbezirken), Chemnitz (mit 16 Amtsgerichtsbezirken), Freiberg (mit 14 Amtsgerichtsbezirken) und Plauen (mit 12 Amtsgerichtsbezirken).
Im Jahr 1952 wurden die Oberlandesgerichte im Gebiet der DDR aufgehoben und die Gerichtsbarkeit durch die Errichtung von Kreis- und Bezirksgerichten neu organisiert. Nach der Wiedervereinigung wurde das OLG Dresden im Jahr 1993 wieder errichtet. Bis zur Zerstörung des Gebäudes im Jahr 1945 war das Oberlandesgericht gemeinsam mit den Zivilkammern des Landgerichts im 1876 bis 1878 erbauten Gerichtsgebäude in der Pillnitzer Straße untergebracht.

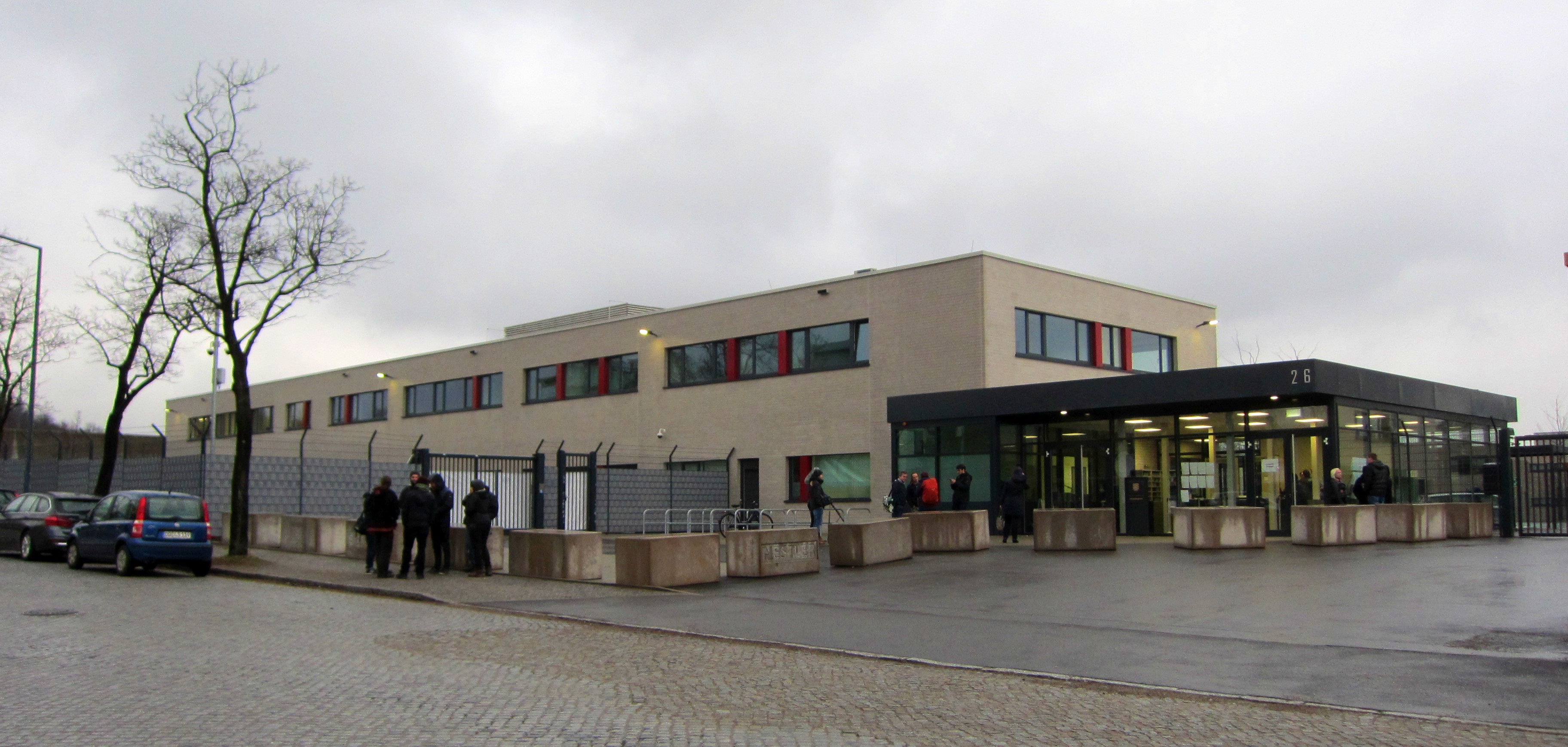
Temporäre Außenstelle am Hammerweg

Für den Prozess gegen die Gruppe Freital wurde 2017 temporär eine Außenstelle mit einem Hochsicherheits-Gerichtssaal am Hammerweg in der Dresdner Albertstadt eingerichtet. Auch der Prozess gegen Lina E.  wurde dort von September 2021 bis Mai 2023 verhandelt.

## Gerichtsgebäude – Ständehaus

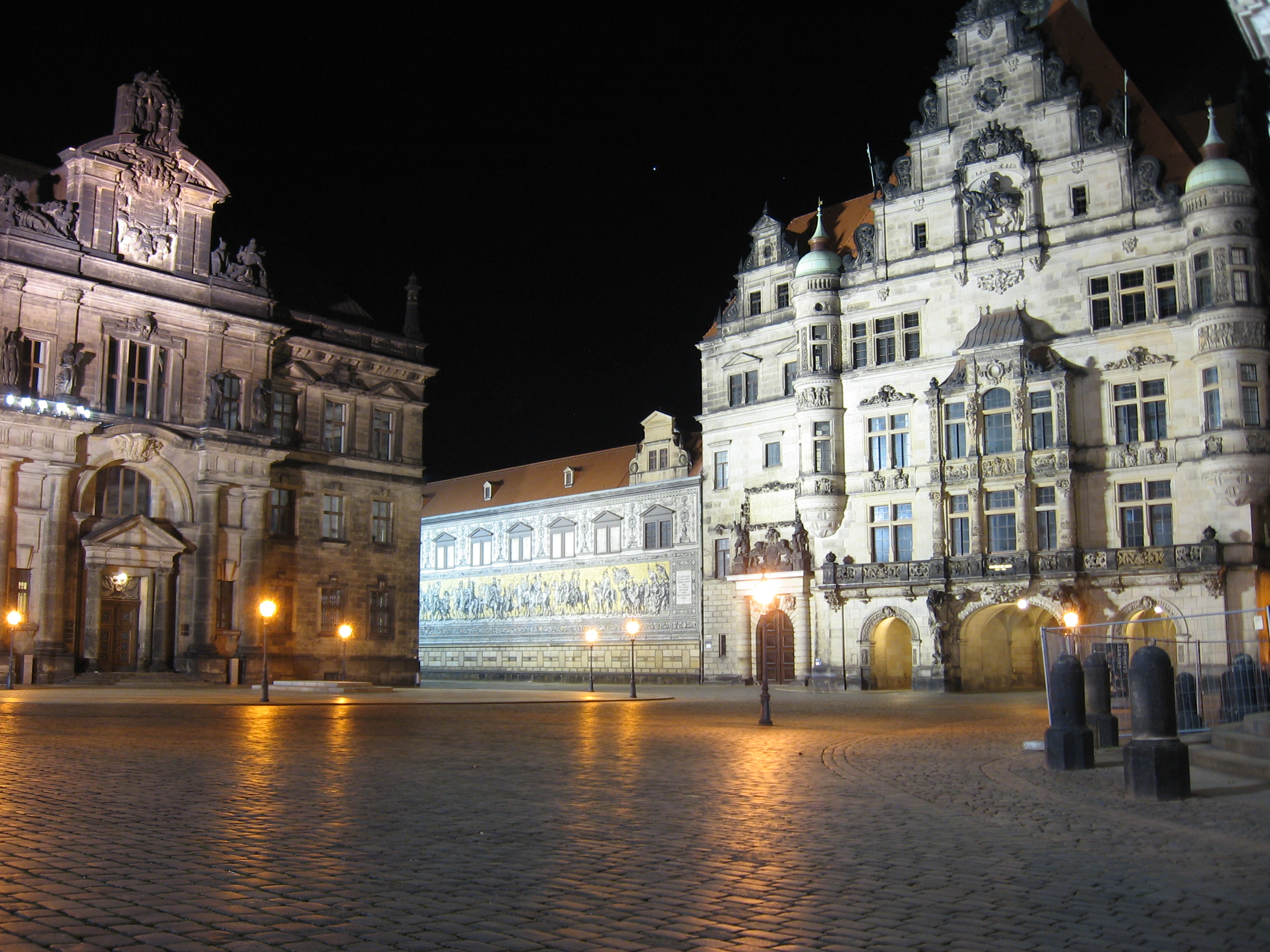
Das Gerichtsgebäude (links) vom Schloßplatz aus gesehen; rechts das Georgentor

Das Ständehaus wurde von 1901 bis 1906 nach Entwurf des Architekten Paul Wallot, von dem auch das Berliner Reichstagsgebäude stammt, an Stelle des Brühlschen Palais errichtet. Von 1907 bis 1934 war es Sitz des Sächsischen Landtags. Im Jahr 1945 brannte es nach einem Bombenangriff aus, 1946 erfolgte ein vereinfachter Wiederaufbau. Zwischen 1996 und 2001 wurde das Gebäude umfassend saniert und restauriert. Bis 1999 waren das Museum für Tierkunde Dresden, das Museum für Mineralogie und Geologie Dresden, die Deutsche Fotothek und der Sitz des Landesamts für Denkmalpflege in ihm untergebracht. Seit 2001 wird es durch das OLG Dresden genutzt. Der Präsident des Oberlandesgerichts fungiert als Hausherr in diesem Gebäude, in dem neben dem OLG auch weiterhin das Landesamt für Denkmalpflege Sachsen seinen Sitz hat und der Sächsische Landtag Räume unterhält.

## Über- und nachgeordnete Gerichte
Dem OLG Dresden ist als einziges Gericht der Bundesgerichtshof übergeordnet. Für Revisionen im Strafrecht aus dem Bezirk des OLG Dresden ist der 5. Strafsenat des Bundesgerichtshofes mit Sitz in Leipzig zuständig. Nachgeordnet sind die fünf sächsischen Landgerichte Chemnitz, Dresden, Görlitz, Leipzig und Zwickau mit den diesen jeweils nachgeordneten Amtsgerichten.

## Leitung
- Anton von Weber (1879–1888)[2]

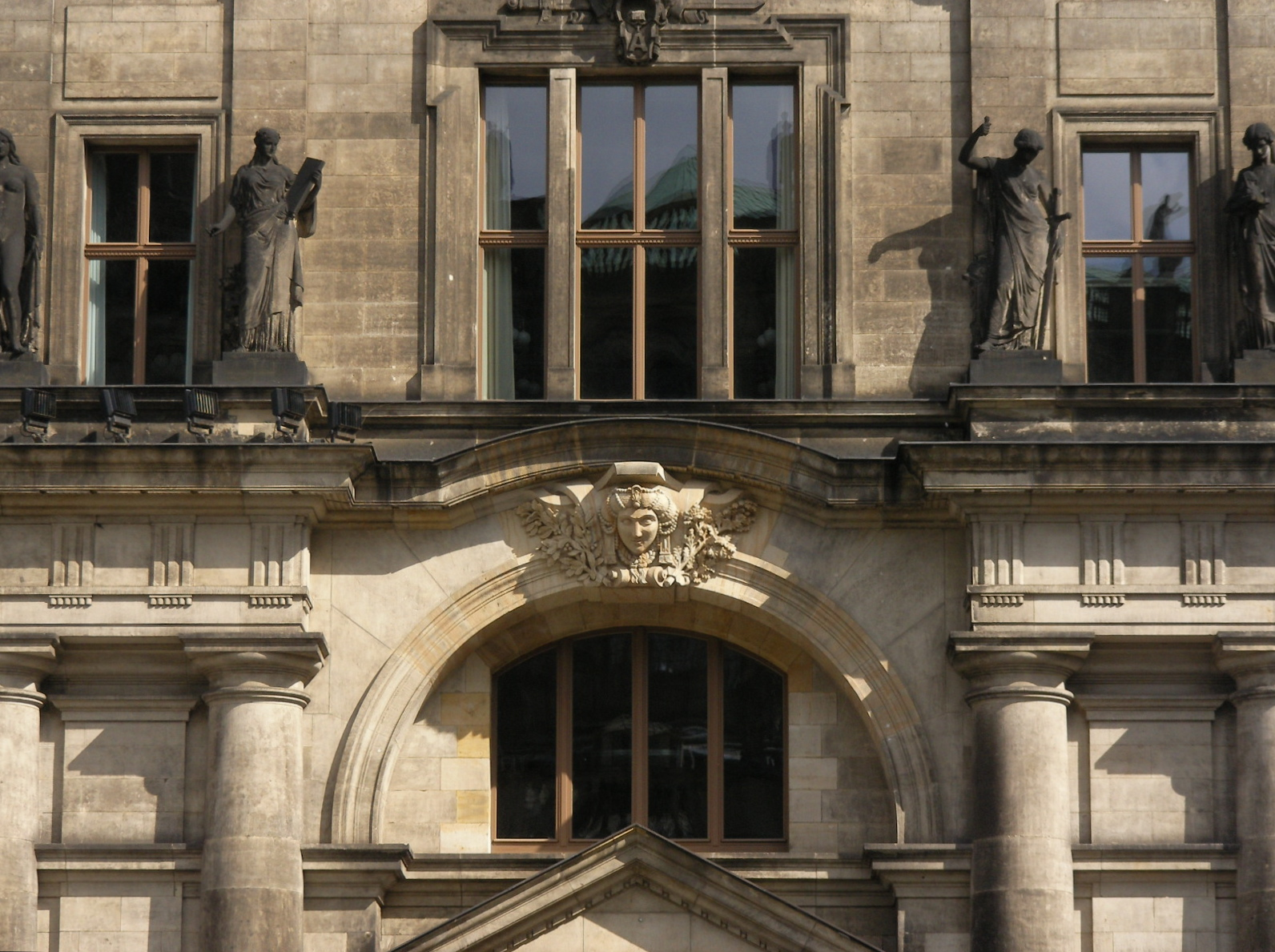
Eingangsbereich, darüber die Räume des Landtagspräsidenten

- Heinrich Bethmann Klemm (1888–1890)[2]
- Friedrich Alfred Degner (1890–1893)[2]
- Carl Edmund Werner (1893–1898)[2]
- August Julius Loßnitzer (1898–1908)[2]
- Karl Heinrich Börner (1908–1913)
- Georg Albert Geßler (1913–1920)[6]
- Karl Georg Paul Grützmann (1920–1922)[6]
- Karl Emil Mannsfeld (1922–1929/31)[6]
- Alfred Hüttner (1931–1939)
- Rudolf Beyer (1939–1945)
- Wilhelm Weiland (1945–1948)
- Carl Günther Ruland (1948–1950)
- Fritz Pogorschelsky (1950–1952)[2]
- Günter Hirsch (1993–1995)
- Klaus Budewig (1995–2006)
- Ulrich Hagenloch (2006–2017)
- Gilbert Häfner (2017–2020)
- Leon Ross (seit 2021)